# Mathias Unkuri
Mathias Robin Unkuri (Perstorp, 16 gennaio 1988) è un ex calciatore svedese, di ruolo centrocampista.

## Carriera

### Club
Unkuri vestì la maglia dell'Helsingborg, prima di trasferirsi allo Ängelholm. Dal 2010 al 2012, militò nelle file del Landskrona BoIS. Proprio nel 2012, fu ingaggiato dallo Hobro. Nel 2013 si trasferì ai norvegesi del Nybergsund-Trysil.
A partire dal 2015 militò nell'Eskilsminne IF, rimanendovi per 6 stagioni trascorse fra la terza e la quarta serie svedese. Si ritirò al termine del campionato di Division 1 2020.